# Neuapostolische Kirche Schweiz
Die Neuapostolische Kirche Schweiz, kurz NAK Schweiz, ist ein Verwaltungsbezirk (Gebietskirche) der Neuapostolischen Kirche und umfasst das Gebiet der Schweiz. Die Gebietskirche Schweiz gehört zum Bezirksapostelbereich Schweiz (BAB Schweiz), welcher nebst der Schweiz 15 weitere Länder umfasst und rund 55.000 Mitglieder aufweist.

## Struktur

### Gebietskirche Schweiz

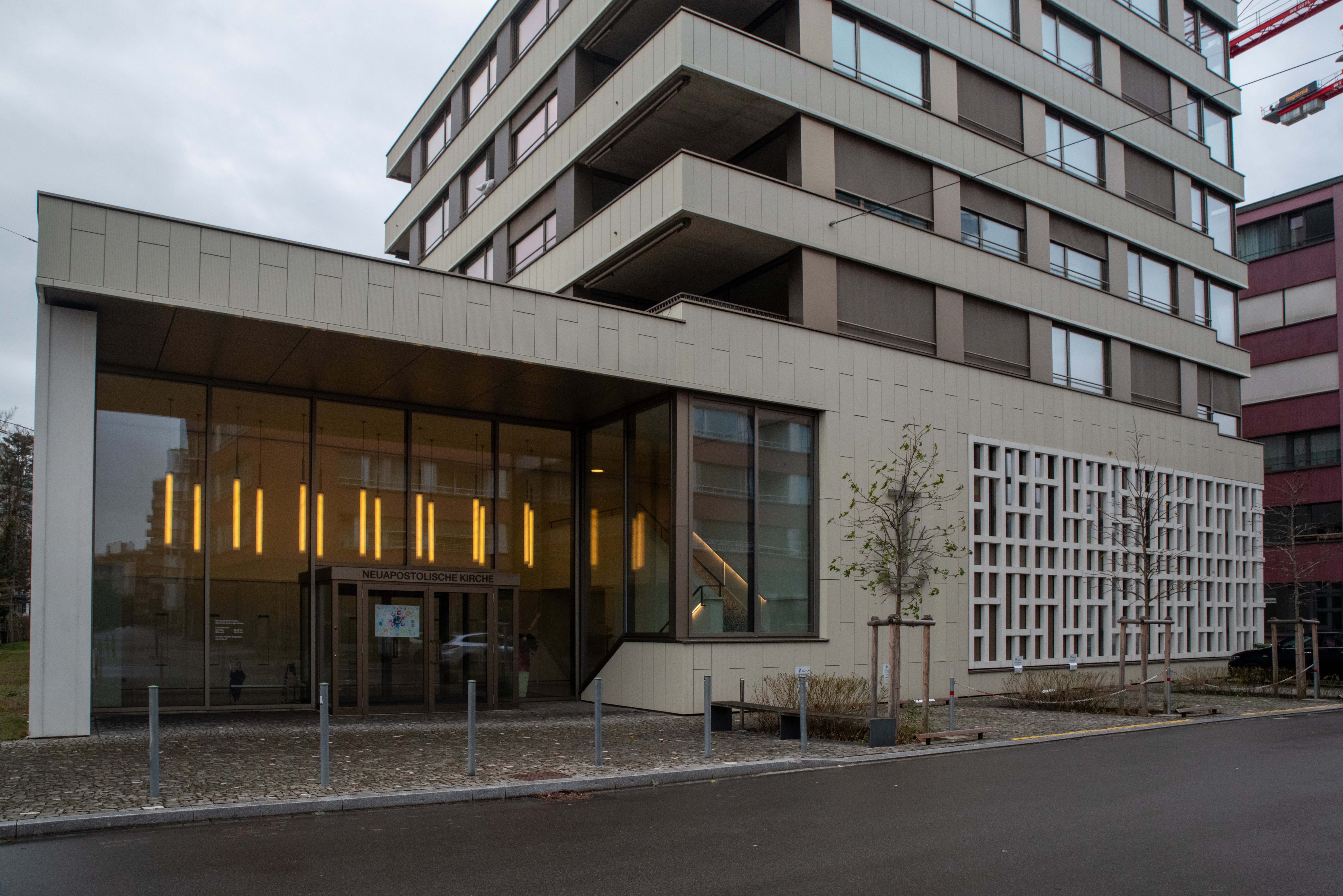
Neuapostolische Kirche Zürich-Albisrieden (Kirchenbezirk Zürich-Nord-Ost); Kirche kombiniert mit Wohnungen

Die Neuapostolische Kirche Schweiz zählte per 31. Dezember 2023 30.044 versiegelte Mitglieder. Sie wird vom Kirchenpräsidenten, Bezirksapostel Thomas Deubel, geleitet. Er wird in der Schweiz von den Aposteln Rolf Camenzind, Christophe Domenig, Reto Keller und Matthias Pfützner sowie den Bischöfen Ivan De Lazzari, Rudolf Fässler, André Weidmann und Thomas Wihler unterstützt.
Die seelsorgerische Betreuung der Gläubigen wird durch insgesamt 1.099 mehrheitlich ehrenamtlich tätige Amtsträger sichergestellt (Stand: 31. Dezember 2023).
Die Neuapostolische Kirche Schweiz ist nicht als öffentlich-rechtliche Landeskirche, sondern als Verein organisiert. Sie erhebt dementsprechend keine Kirchensteuer, sondern finanziert sich durch freiwillige Spenden (Opfer) ihrer Mitglieder. Im Kanton Basel-Stadt geniesst die Neuapostolische Kirche den Status einer kantonal anerkannten Religionsgemeinschaft.
Die Mitgliederzahl ist tendenziell rückläufig, was sich auch im Immobilienbestand widerspiegelt – laut Marktkennern fiel die NAK Schweiz im Jahr 2019 neben der evangelisch-methodistischen Kirche durch ein besonders hohes Verkaufsvolumen bei Sakralgebäuden auf.
Die 132 Gemeinden sind in 16 Kirchenbezirken (Ältestenbezirke) zusammengefasst:

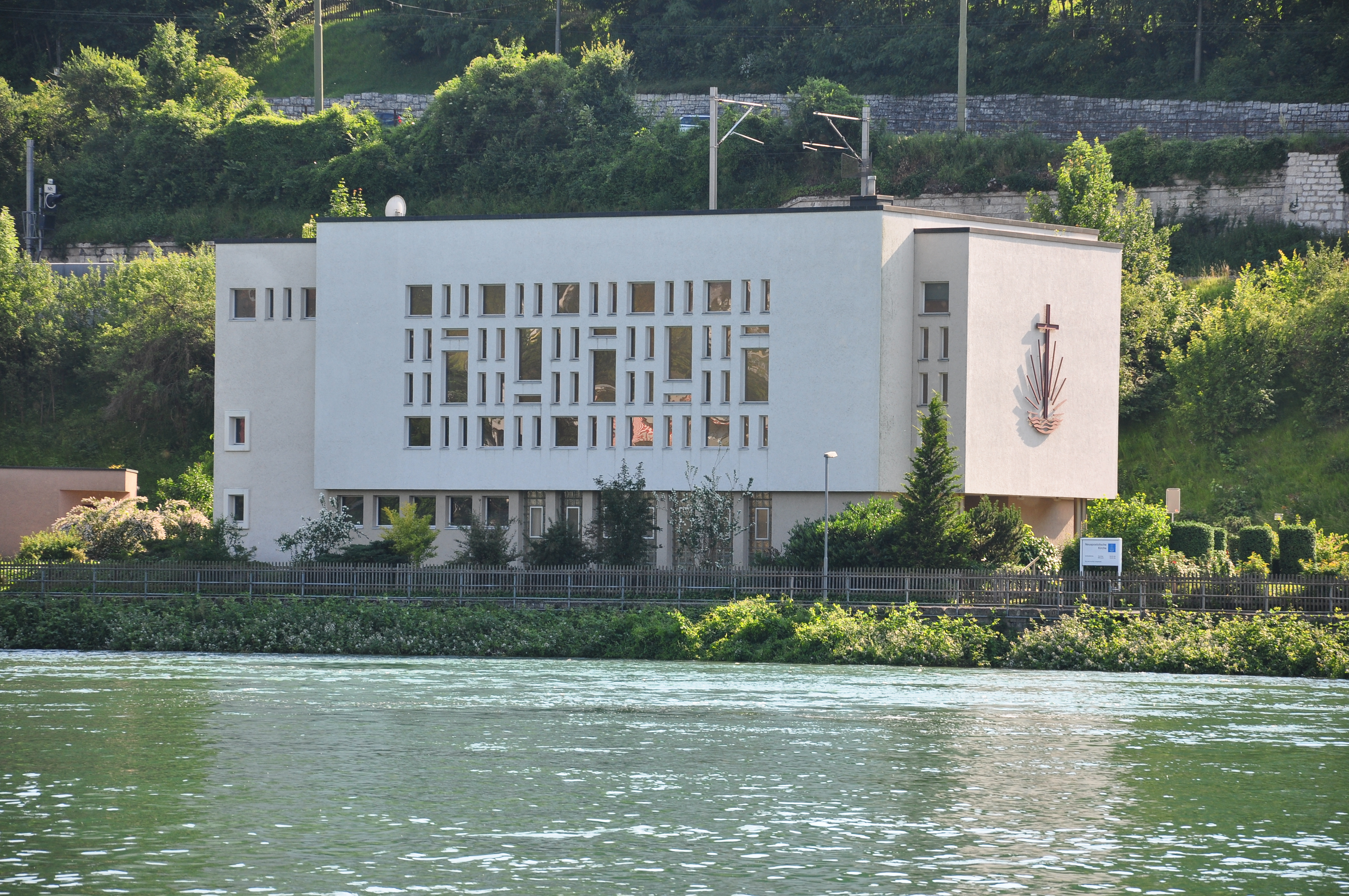
Neuapostolische Kirche Schaffhausen-Neuhausen (Kirchenbezirk Schaffhausen), direkt am Rhein, oberhalb des Rheinfalls

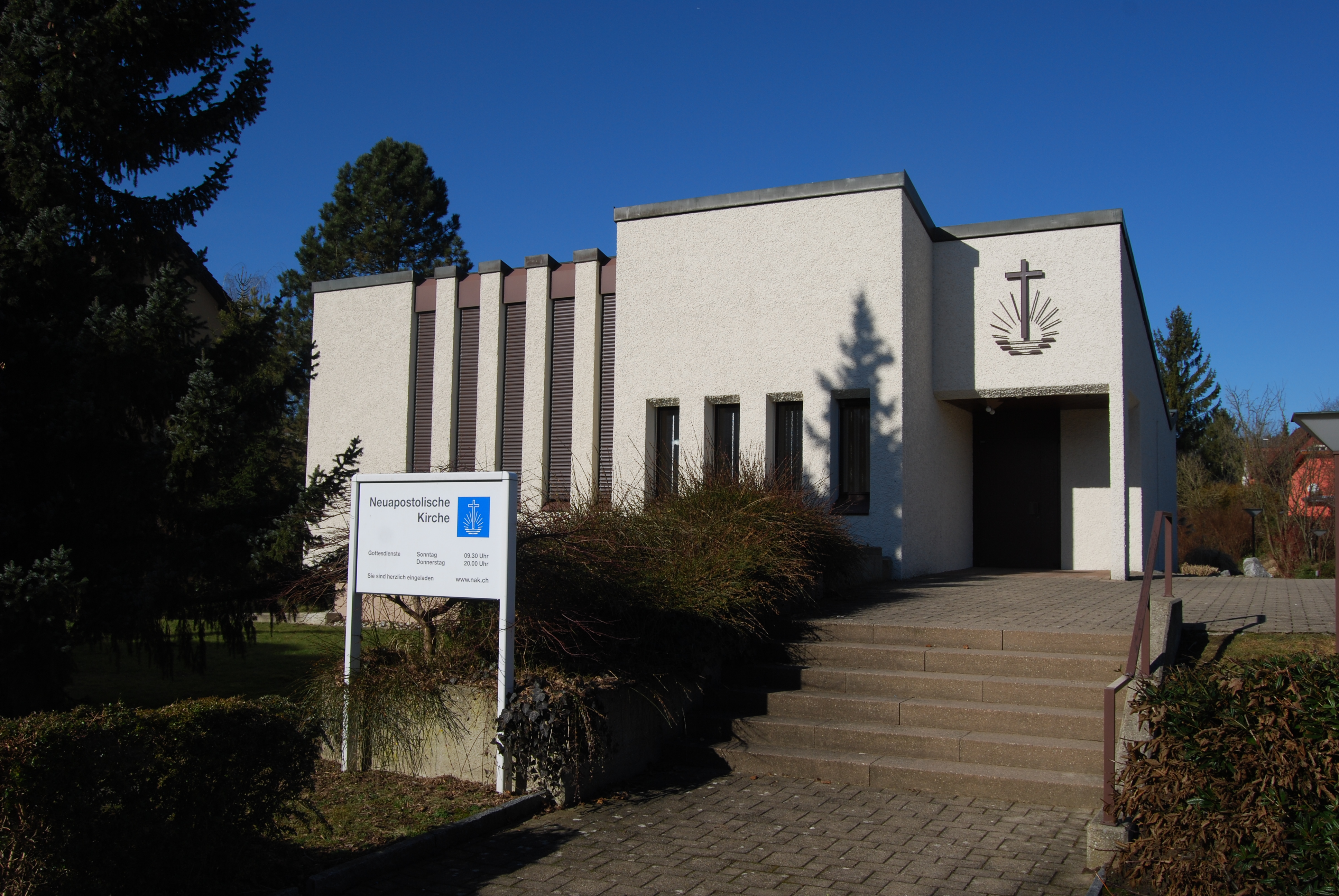
Neuapostolische Kirche Müllheim TG (Kirchenbezirk Wil SG)

| Ältestenbezirk   | Gemeinden | Apostel            | Bischof         |
| ---------------- | --------- | ------------------ | --------------- |
| Basel            | 8         | Christophe Domenig | André Weidmann  |
| Bern-Nord        | 10        | Christophe Domenig | Thomas Wihler   |
| Bern-Süd         | 9         | Christophe Domenig | Thomas Wihler   |
| Graubünden       | 7         | Matthias Pfützner  | Rudolf Fässler  |
| Mittelland       | 12        | Christophe Domenig | André Weidmann  |
| Romandie         | 17        | Christophe Domenig | Thomas Wihler   |
| Schaffhausen     | 8         | Reto Keller        | André Weidmann  |
| St. Gallen       | 6         | Matthias Pfützner  | Rudolf Fässler  |
| Thun             | 7         | Christophe Domenig | Thomas Wihler   |
| Ticino           | 3         | Rolf Camenzind     | Ivan De Lazzari |
| Wil SG           | 8         | Matthias Pfützner  | Rudolf Fässler  |
| Winterthur       | 10        | Reto Keller        | André Weidmann  |
| Zürich-Nord-Ost  | 7         | Reto Keller        | Rudolf Fässler  |
| Zürich-Nord-West | 6         | Reto Keller        | Rudolf Fässler  |
| Zürich-Oberland  | 6         | Reto Keller        | Rudolf Fässler  |
| Zürich-See       | 7         | Reto Keller        | Rudolf Fässler  |

### Bezirksapostelbereich Schweiz

#### Betreute Länder

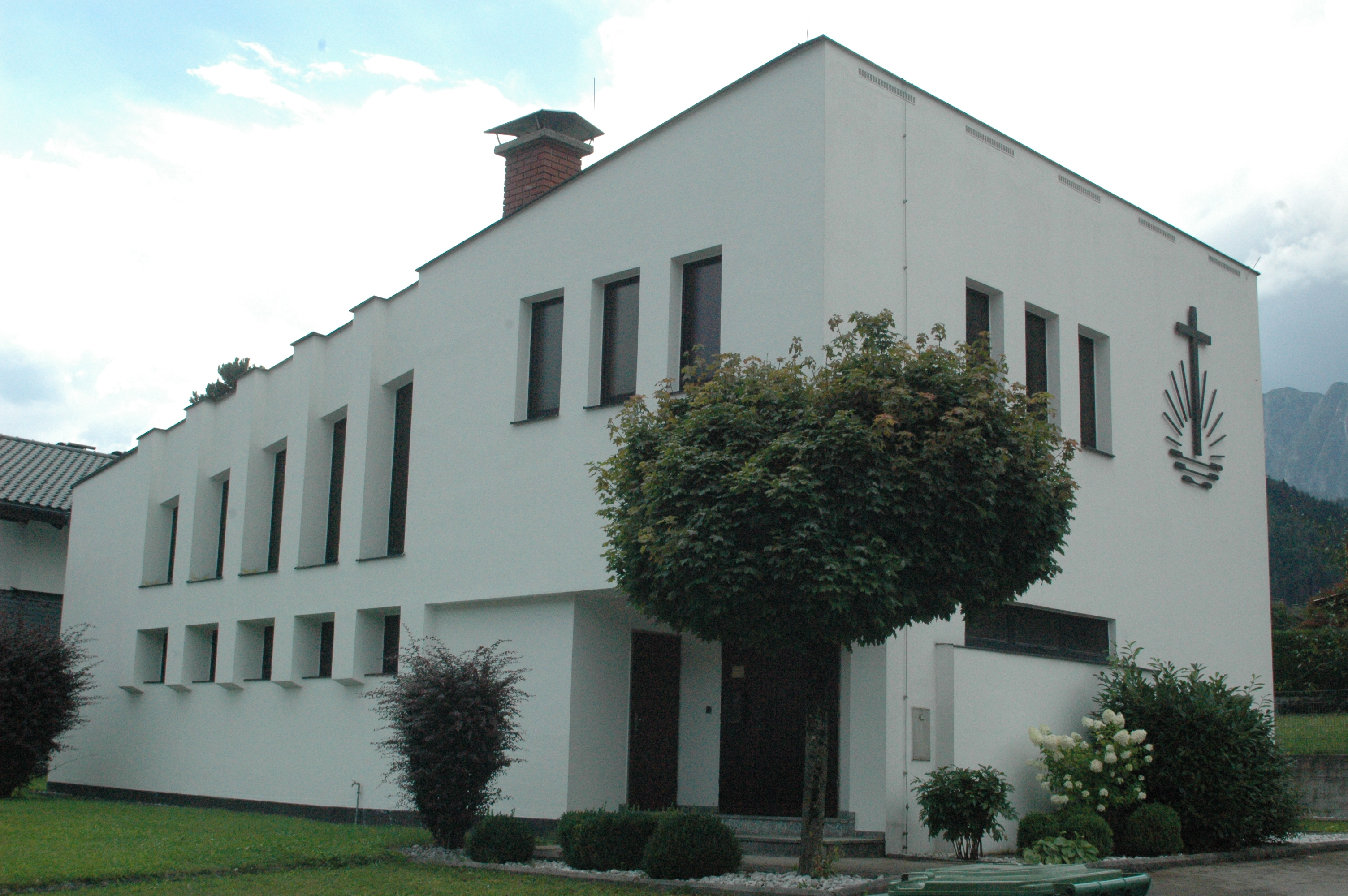
Neuapostolische Kirche Jenbach (Kirchenbezirk Tirol, Österreich)

Die Gebietskirche Schweiz gehört zum Bezirksapostelbereich Schweiz, welcher nebst der Schweiz die folgenden Länder umfasst:
- Andorra
- Bulgarien
- Gibraltar
- Italien
- Kuba
- Liechtenstein
- Moldawien
- Österreich
- Rumänien
- San Marino
- Slowenien
- Slowakei

- Spanien (inkl. Balearen, Kanarische Inseln und Exklaven)
- Tschechien

- Ungarn

#### Österreich

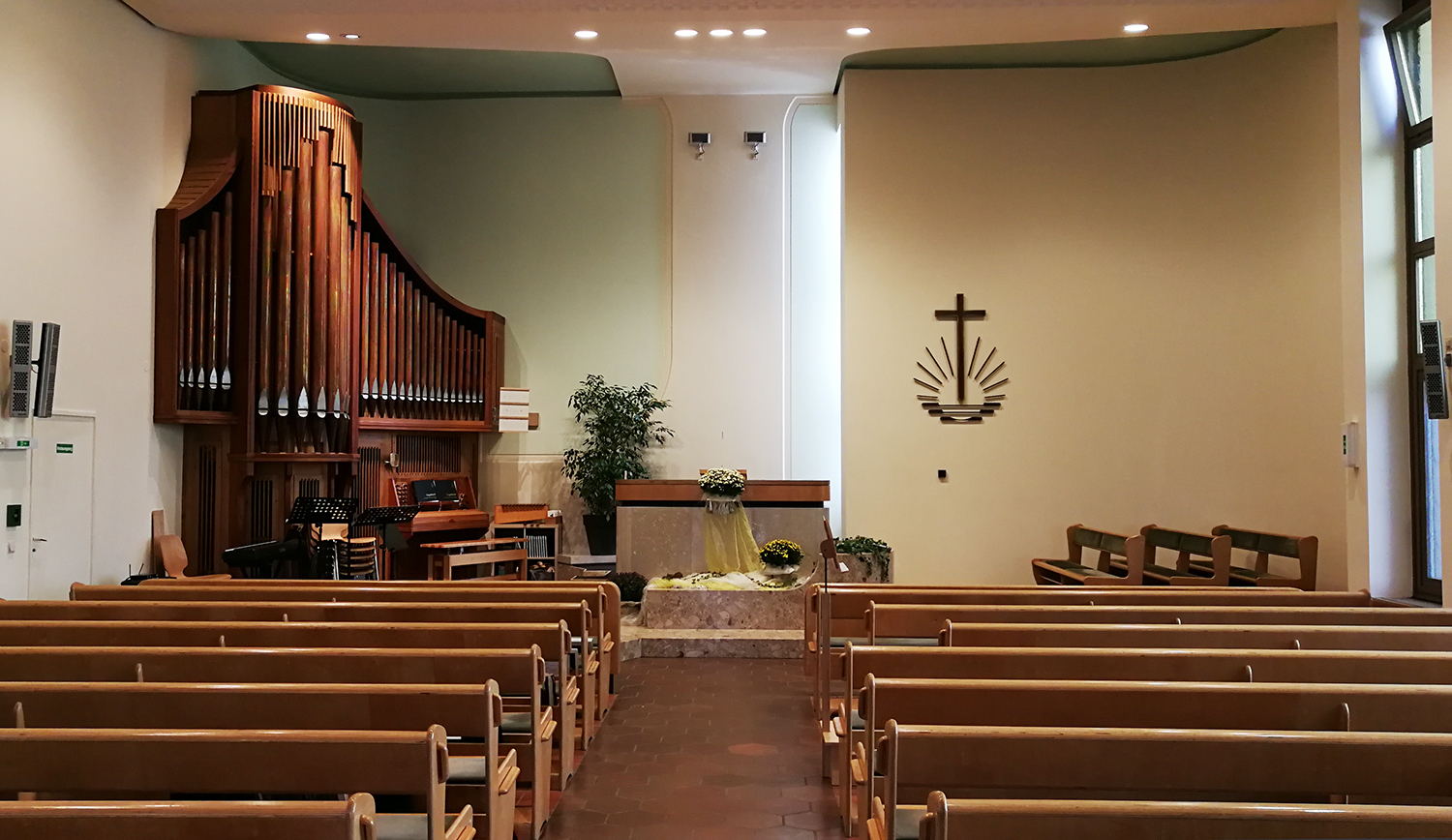
Neuapostolische Kirche Linz (Kirchenbezirk Linz, Österreich)

Die Gebietskirche Österreich ist nach der Schweiz die zweitgrösste Gebietskirche des Bezirksapostelbereichs Schweiz. Apostel Matthias Pfützner betreut zusammen mit Bischof Peter Jeram etwa 5.000 Mitglieder in 44 Gemeinden.
Ebenfalls werden von Österreich aus die Gemeinden in Slowenien, Tschechien und Ungarn betreut.

## Einrichtungen

### Soziale Einrichtungen
Die Neuapostolische Kirche Schweiz unterhält die folgenden sozialen Einrichtungen:
- Stiftung NAK-Humanitas: Die Stiftung fördert und unterstützt soziale, humanitäre und gemeinnützige Projekte in der Schweiz und in den fünfzehn durch die Neuapostolische Kirche Schweiz betreuten Ländern. Weitere Hilfeleistungen erfolgen auf humanitärer und entwicklungsfördernder Ebene sowie im Katastrophenfall auch weltweit.eingerichtet worden.
- Stiftung NAK-Diakonia: Die Hilfs- und Förderstiftung der Neuapostolischen Kirche Schweiz unterstützt im Sinne tätiger Nächstenliebe neuapostolische Christen in den betreuten Ländern des Bezirksapostelbereichs Schweiz. Bei humanitären Notsituationen kann diese Hilfe auch weltweit erfolgen.
- Sozialberatungsdienst: Bei Fragen bis hin zu gravierenden Schwierigkeiten in der persönlichen Lebenssituation, welche sich z. B. aus familiären, gesundheitlichen, beruflichen Veränderungen, unvorhersehbaren Ereignissen oder aus dem Übertritt in den dritten Lebensabschnitt (Pensionierung) ergeben, wird den Kirchenmitgliedern Unterstützung durch den Sozialberatungsdienst angeboten. Die ehrenamtlichen Mitarbeiter des Sozialberatungsdienstes sind ausgewiesene Fachpersonen und unterstehen der Schweigepflicht. Die Mitarbeiter beraten und begleiten die Betroffenen, analysieren in persönlichen Gesprächen die aktuelle Situation sowie deren Ursachen und erarbeiten eine Vereinbarung über die zu erreichenden Ziele. Sie helfen bei anstehenden Entscheidungen und unterstützen die Betroffenen u. a. bei Verhandlungen und Vereinbarungen mit Banken, Versicherungen und Steuerbehörden und vermitteln bei Bedarf Adressen und Kontakte zu Fachstellen.

### Jugend-Sinfonieorchester
Im September 2013 wurde mit Unterstützung des damaligen Kirchenpräsidenten Markus Fehlbaum und privater Förderer das Jugend-Sinfonieorchester der Neuapostolischen Kirche Schweiz gegründet. Es handelt sich um ein Laien-Orchester, das sich aus Jungtalenten bis zum 35. Lebensjahr (Regelfall) aus allen Landesteilen der Schweiz zusammensetzt. Das Orchester ist als selbständiger Verein mit dem Namen „Jugend-Sinfonieorchester NAK Schweiz - JSO NAK CH“ organisiert.
Der musikalische Schwerpunkt liegt bei der klassischen bzw. symphonischen Musik sowie bei Orchesterwerken verschiedener Epochen. Das Repertoire umfasst zur Hauptsache Musikwerke aus den klassischen Stilepochen Barock, Klassik und Romantik, aber auch Stücke aus der neuapostolischen Liedersammlung sowie Literatur aus den Bereichen Musical und Film sowie bekannte Titel von Gruppen/Interpreten wie z. B. ABBA.
Das Jugend-Sinfonieorchester konzertiert in Kirchen in der Schweiz und an kirchlichen Veranstaltungen, aber auch in diversen Konzertsälen im In- und Ausland, in Spitälern (Krankenhäusern), Heimen und an besonderen Jubiläen. Konzertreisen führten das Orchester bereits nach Deutschland (Stadthalle Wuppertal), Argentinien (Buenos Aires) und Südafrika (Kapstadt). Zum zehnjährigen Jubiläum konzertierte das Orchester zusammen mit seinem Partnerorchester aus Deutschland, dem Jugend-Sinfonieorchester der Neuapostolischen Kirche Nordrhein-Westfalen, sowie einem Projektchor am 3. September 2023 in der Tonhalle Zürich.

## Ökumene
Die Neuapostolische Kirche Schweiz ist seit 2022 Mitglied der Arbeitsgemeinschaft christlicher Kirchen in der Schweiz (AGCK Schweiz). Zwischen 2002 und 2007 diskutierten Vertreter der Neuapostolischen Kirche Schweiz und der AGCK Schweiz über Theologie- und Glaubensfragen. 2007 wurde zudem eine ordentliche, paritätisch dotierte Gesprächskommission gegründet, um den Dialog weiterzuführen. 2014 wurde die Neuapostolische Kirche Gastmitglied der AGCK Schweiz. Die Gesprächskommission verfasste 2019 einen Abschlussbericht und stellte fest, dass einer Vollmitgliedschaft der NAK bei der AGCK Schweiz nichts im Wege stehe. Auch auf regionaler Ebene ist die Neuapostolische Kirche Schweiz in der Ökumene aktiv, so z. B. im Kanton Zürich.
Am 8. Juli 2021 hat Bezirksapostel Jürg Zbinden in Bern namens der Neuapostolischen Kirche Schweiz die Erklärung von Riva San Vitale von 2014 zur gegenseitigen Taufanerkennung mit den sechs Erstunterschreibenden (Schweizer Bischofskonferenz, Evangelisch-reformierte Kirche Schweiz, Evangelisch-methodistische Kirche in der Schweiz, Christkatholische Kirche der Schweiz, Anglikanische Kirche in der Schweiz und Bund Evangelisch-lutherischer Kirchen in der Schweiz und im Fürstentum Liechtenstein) unterzeichnet.
In Österreich ist die Neuapostolische Kirche seit 2021 Mitglied mit beratender Stimme des Ökumenischen Rates der Kirchen in Österreich. Sie ist zudem Mitglied im Ökumenischen Jugendrat in Österreich.

## Geschichte
An Pfingsten 1895 wurde mit der Gründung der Gemeinde Zürich-Hottingen der eigentliche Grundstein zur Neuapostolischen Kirche Schweiz gelegt. Ab 1905 gehörten die Schweizer Gemeinden zum Apostelbezirk Schweiz-Baden. 1916 wurde der Apostelbezirk Schweiz (heute Gebietskirche Schweiz) gebildet. Nach und nach entstanden in nahezu allen Regionen der Schweiz Gemeinden. Von der Schweiz aus wurden auch in einigen anderen europäischen Ländern Gemeinden gegründet.
Im Jahr 1954 spalteten sich die ausgeschlossenen Apostel Otto und Ernst Güttinger aufgrund von diversen Konflikten, unter anderen um die Stellung des Stammapostelamts, von der NAK Schweiz ab und gründeten mit weiteren Mitgliedern die Vereinigung Apostolischer Christen Schweiz (VAC). Die anfängliche gegenseitige Haltung der NAK Schweiz und der VAC war ablehnend. Während es unter den Stammaposteln Hans Urwyler und Richard Fehr seitens der NAK Schweiz vereinzelt wieder zu Kontakten zur VAC kam, erfolgte 2005 unter der Leitung von Bezirksapostel Armin Studer eine offizielle gegenseitige Entschuldigung und Versöhnungserklärung.
1975 wurde der damalige Leiter der Gebietskirche Schweiz, Ernst Streckeisen, zum Stammapostel (internationaler Leiter der Neuapostolischen Kirche) ordiniert. Der Sitz der Neuapostolischen Kirche International wurde in der Folge in die Schweiz (Zürich) verlegt, wo er bis heute angesiedelt ist.
Seit 1905 leiteten die folgenden Amtsträger die Gemeinden in der Schweiz:
- 1905–1913: Apostel Friedrich Bock
- 1913–1916: Apostel Johann Gottfried Bischoff (ab 1930 Stammapostel)
- 1916–1933: Bezirksapostel August Hölzel
- 1933–1951: Bezirksapostel Ernst Güttinger
- 1951–1953: Bezirksapostel Ernst Eschmann
- 1953–1975: Bezirksapostel Ernst Streckeisen (ab 1975 Stammapostel)
- 1976–1980: Bezirksapostel Hans Urwyler (ab 1978 Stammapostel)
- 1980–1981: Bezirksapostel Karl Kühnle
- 1981–1988: Bezirksapostel Richard Fehr (ab 1988 Stammapostel)
- 1988–1998: Bezirksapostel Peter Dessimoz
- 1998–2008: Bezirksapostel Armin Studer
- 2008–2018: Bezirksapostel Markus Fehlbaum
- 2018–2024: Bezirksapostel Jürg Zbinden
- seit 2024: Bezirksapostel Thomas Deubel